# Bobo la tête
Pour plus de détails, voir Fiche technique et Distribution.
Bobo la tête est un film français réalisé par Gilles Katz et sorti en 1980.

## Synopsis
Un écrivain en panne d'idée pour son prochain roman, se met à rêver de Dostoïevski, qui tente de lui remonter le moral...

## Fiche technique
- Titre : Bobo la tête
- Autre titre : À propos de neige fondue
- Réalisation : Gilles Katz
- Scénario : Gilles Katz et Gilles Segal, d'après le roman de Fiodor Dostoïevski[1]
- Photographie : Maurice Giraud
- Son : Pierre Befve
- Montage : Charlotte Boisgeol
- Musique : Joanna Bruzdowicz
- Production : Cinéfrance
- Pays d'origine :  France
- Durée : 91 minutes
- Date de sortie : France - 10 décembre 1980

## Distribution
- Gilles Segal : J. P. Lemercier
- Jean-Pierre Moulin : Jean-Pierre Gauthier
- Michel Robin : Simon
- Paul Crauchet : Dostoïevski
- Pascal Aubier : l'officier
- Michèle Simonnet : Elisabeth
- Frédérique Meininger : la concierge
- Annette Poivre : Germaine
- Michel Duplaix

## Sélection
- 1980 : Festival du film d'humour de Chamrousse